# Pokémon Picross
Pokémon Picross (ポケモンピクロス?, Pokemon Pikurosu) è un videogioco rompicapo per Nintendo 3DS, sviluppato nel 2015 da Jupiter, basato sui nonogram.
Il videogioco è omonimo ad un titolo sviluppato dalla stessa Jupiter, annunciato su numerose riviste nella primavera del 1999 e mai pubblicato. Alcuni livelli saranno ripresi in Picross NP Vol. 1 per Super Nintendo Entertainment System, spin-off sponsorizzato da Nintendo Power della serie Mario's Picross. La meccanica di gioco ricorda quella del minigioco Gira Voltorb introdotto in Pokémon Oro HeartGold e Argento SoulSilver.